# 青空のラプソディ
「青空のラプソディ」（あおぞらのラプソディ）は、fhánaの楽曲。林英樹が作詞、佐藤純一が作曲を手掛けた。同グループの10thシングルとして2017年1月25日にLantisから発売された。

## 概要
本曲は、テレビアニメ『小林さんちのメイドラゴン』のオープニングテーマに起用された。
初動売上では『星屑のインターリュード』に及ばなかったもののロングヒットし1万枚を超える累計売上枚数と自身最大のヒットシングルとなった。また、YouTubeではPVが2023年5月23日現在、5000万回以上再生されている。ミュージックビデオではランティスのプロデューサーである佐藤純之介の発案でfhánaがメイド喫茶で結成された実際のエピソードが再現されている。
2019年3月1日には、ソニー・ミュージックエンタテインメントのアニメソング人気投票キャンペーン「平成アニソン大賞」において作曲賞（2010年 - 2019年）に選出された。
2021年7月1日にはテレビアニメ第2期『小林さんちのメイドラゴンS』の放送開始を記念し、主要キャストで結成されたユニット「スーパーちょろゴンず」によるカバーバージョンのミュージックビデオが制作されている。オリジナルPVを元にした新作映像で、ゲストとしてfhána及び小林さん役の田村睦心も出演している。(こちらのPVは、2022年11月21日現在、940万回以上再生されている。)また、このカバーバージョンは2021年9月22日に発売された『小林さんちのメイドラゴンS キャラクターソングミニアルバム L・O・V・E』に収録されている。

## シングル収録内容
| 全作詞: 林英樹、全編曲: fhána。 |                                    |           |                 |      |
| #                               | タイトル                           | 作詞      | 作曲            | 時間 |
| 1.                              | 「青空のラプソディ」               | 林英樹    | 佐藤純一        | 4:38 |
| 2.                              | 「Forest Map」                     | 林英樹    | kevin mitsunaga | 4:36 |
| 3.                              | 「青空のラプソディ」(instrumental) | 林英樹    |                 | 4:38 |
| 4.                              | 「Forest Map」(instrumental)       | 林英樹    |                 | 4:34 |
| 合計時間:                       | 合計時間:                          | 合計時間: | 18:26           |      |

| #         | タイトル                           | 作詞      | 作曲        | 編曲      | 時間  |
| --------- | ---------------------------------- | --------- | ----------- | --------- | ----- |
| 1.        | 「青空のラプソディ」               |           |             |           | 4:38  |
| 2.        | 「現在地」                         | 林英樹    | yuxuki waga | fhána     | 4:11  |
| 3.        | 「青空のラプソディ」(instrumental) |           |             |           | 4:38  |
| 4.        | 「現在地」(instrumental)           |           |             |           | 4:09  |
| 合計時間: | 合計時間:                          | 合計時間: | 合計時間:   | 合計時間: | 17:36 |

## カバー
青空のラプソディ
- Morfonica［倉田ましろ（進藤あまね）］×fhána - 『BanG Dream!』プロジェクトのリアルバンドが、カバー楽曲のオリジナルアーティストと共演する「エクストラ楽曲」の第5弾として、2022年4月28日にゲーム『バンドリ! ガールズバンドパーティ!』に追加収録[9]。
- 髙橋ミナミ - カバーソングプロジェクト「CrosSing」にてカバー[10]。2024年12月18日に「青空のラプソディ from CrosSing」として配信リリース。

### ユニットメンバー
1. ↑  トール（桑原由気）、カンナ（長縄まりあ）、エルマ（高田憂希）、ルコア（髙橋ミナミ）、イルル（嶺内ともみ）